# Реља Гавриловић
Реља Гавриловић (Смедерево, 1891 — Београд, 1936) био је српски драмски глумац.

## БИОГРАФИЈА
Рођен у Смедереву 1891 и преминуо у Београду 1936. Завршио је четри разреда гимназије у Београду, учитељску школу у Алексинцу и започео студије филозофије у Београду. Глумачки почеци се везују са дружином Ђорђа Протића. Од 1920. је путујући глумац дружине Милоша Милошевића, и наставља 1922-1923 у Подрињском позоришту Душана Животића, кратко се завршава у "Веселом позоришту" Бране Цветковић 1923-1924 у Српско народно позориште ,Нови сад 1925-1927 је у дружини Љубомира Рајачића Чврге и до смрти поново се враћа дружини Д.Животића.
Од 16. маја 1929. био је члан удружења глумаца.
Изразито реалистичан глумац, једноставан у изразу и природан, у свему уметнички одмерен и непосредан и врло вешт у изражавању карактеризације ликова и истицао се у комичним и драмским улогама

### УЛОГЕ
- НЕХЉУДОВ (Васкрсење)
- АРМАН ДИВАЛ (Госпођа с камелијама)
- ФЕБ (Звона Богородичне цркве)
- ИМОТСКИ КАДИЈА (Хасанагиница,Огризовић)
- НЕША (Подвала)
- ЖИКА (Сумњиво лице)
- КИР ДИМА (Кир Јања)

## РЕФЕРЕНЦЕ
1. 1 2  „ГАВРИЛОВИЋ Реља | Енциклопедија Српског народног позоришта” (на језику: енглески). Приступљено 2024-10-09.